# Дахсбах
Дахсбах (њем. Dachsbach) град је у њемачкој савезној држави Баварска. Једно је од 38 општинских средишта округа Нојштат ан дер Ајш-Бад Виндсхајм. Према процјени из 2010. у граду је живјело 1.796 становника. Посједује регионалну шифру (AGS) 9575117.

## Географски и демографски подаци
Дахсбах се налази у савезној држави Баварска у округу Нојштат ан дер Ајш-Бад Виндсхајм. Град се налази на надморској висини од 280 метара. Површина општине износи 20,6 km². У самом граду је, према процјени из 2010. године, живјело 1.796 становника. Просјечна густина становништва износи 87 становника/km².